# Les Mots pour le dire (film)
Pour plus de détails, voir Fiche technique et Distribution.
Les Mots pour le dire est un film français réalisé par José Pinheiro d'après le roman autobiographique de Marie Cardinal et sorti en 1983.

## Synopsis
Marie, la trentaine, fille de parents divorcés, a un malaise dans le métro à Paris. Elle consulte un psychanalyste pour aller à la recherche des tourments qui empoisonnent sa vie.

## Fiche technique
- Titre : Les Mots pour le dire
- Réalisation : José Pinheiro
- Scénario : Suso Cecchi D'Amico, Marie-Françoise Leclère, José Pinheiro, d'après le roman de Marie Cardinal Les Mots pour le dire
- Producteurs : Jacques Dorfmann, Véra Belmont
- Société de production : UGC
- Image : Gerry Fisher
- Musique : Jean-Marie Sénia
- Montage : Claire Pinheiro
- Durée : 92 minutes
- Date de sortie : 12 octobre 1983
- Affiche : Michel Landi (France)

## Distribution
- Nicole Garcia : Marie
- Marie-Christine Barrault : Eliane
- Daniel Mesguich : le psychanalyste (Michel de M'Uzan)
- Claude Rich : Guillaume Talbiac
- Jean-Luc Boutté : François
- Michèle Baumgartner : Michèle
- Jean-Louis Foulquier : Bertheas
- Robin Renucci : Le père de Marie
- Céline Blanc-Potard : Jeanne
- Violaine Gonce : Marie, enfant
- Denise Noël : L'infirmière
- Bernard Montagner : L'interne
- Annie Noël : L'infirmière
- Robert Party : Finchel
- Rudolph Monori : Rudolph
- Marie Cardinal : La monteuse
- Chaibia : Nany
- Marie-Jo Hareux : La femme du bar
- Anne-Marie Jabraud : Chef de station
- Zakia Tahri : Jeune danseuse de tango
- Adrien Kauffman : Aristide

## Commentaire
D'autres cinéastes, dont Michel Deville, Gilles Perrault ou André Téchiné, avaient abandonné le projet d'adapter le roman de Marie Cardinal. Le réalisateur José Pinheiro adapte ce best-seller, en choisissant le moyen simpliste du retour arrière, mais ne tente pas de donner une forme particulière aux bribes de mémoire du personnage de Marie, dont il cerne difficilement la fêlure.

## Distinctions
- Nicole Garcia est nommée pour le césar de la meilleure actrice lors de la 9e cérémonie des César  en 1984
- Claire Pinheiro est nommée pour le  meilleur montage